# 4-cumaarzuur
4-cumaarzuur of p-cumaarzuur (ook wel aangeduid als 4-hydroxykaneelzuur) is een organische verbinding met als brutoformule C9H8O3. In zuivere toestand is het een kristallijne vaste stof.
4-cumaarzuur is een natuurproduct dat voorkomt in een aantal planten en daarvan afgeleide etenswaren, waaronder pinda's, tomaten, wortelen, basilicum en knoflook. Het wordt ook aangetroffen in de Amerikaanse vogelkers (Prunus serotina) en de rode klaver (Trifolium pratense). Alhoewel er nog twee andere structuurisomeren van cumaarzuur bestaan, namelijk 2-cumaarzuur en 3-cumaarzuur, is het isomeer met de hydroxylgroep op de para-positie het meeste abundante in de natuur.

## Biosynthese
De biosynthese van 4-cumaarzuur start uit kaneelzuur, dat met behulp van het P450-afhankelijk enzym C4H (4-kaneelzuurhydroxylase) wordt gehydroxyleerd. Het wordt ook geproduceerd uit L-tyrosine, middels het enzym tyrosine-ammonia-lyase (TAL).